# Дойлстаун (Вісконсин)
Дойлстаун (англ. Doylestown) — селище (англ. village) в США, в окрузі Колумбія штату Вісконсин. Населення — 280 осіб (2020).

## Географія
Дойлстаун розташований за координатами 43°25′42″ пн. ш. 89°8′49″ зх. д. / 43.42833° пн. ш. 89.14694° зх. д. (43.428274, -89.146858).  За даними Бюро перепису населення США в 2010 році селище мало площу 10,40 км², з яких 10,10 км² — суходіл та 0,31 км² — водойми.

## Демографія
Згідно з переписом 2010 року, у селищі мешкало 297 осіб у 116 домогосподарствах у складі 85 родин. Густота населення становила 29 осіб/км².  Було 123 помешкання (12/км²).
Расовий склад населення:
| - 97,6 % — білих - 0,3 % — корінних американців - 1,3 % — осіб інших рас |

До двох чи більше рас належало 0,7 %. Частка іспаномовних становила 2,0 % від усіх жителів.
За віковим діапазоном населення розподілялося таким чином: 20,9 % — особи молодші 18 років, 65,0 % — особи у віці 18—64 років, 14,1 % — особи у віці 65 років та старші. Медіана віку мешканця становила 43,3 року. На 100 осіб жіночої статі у селищі припадало 109,2 чоловіків;  на 100 жінок у віці від 18 років та старших — 108,0 чоловіків також старших 18 років.
Середній дохід на одне домашнє господарство  становив 59 301 долар США (медіана — 57 083), а середній дохід на одну сім'ю — 57 162 долари (медіана — 57 083). За межею бідності перебувало 14,4 % осіб, у тому числі 15,9 % дітей у віці до 18 років та 31,0 % осіб у віці 65 років та старших.
Цивільне працевлаштоване населення становило 151 особа. Основні галузі зайнятості: виробництво — 27,8 %, роздрібна торгівля — 17,9 %, освіта, охорона здоров'я та соціальна допомога — 11,9 %, будівництво — 9,3 %.